# Монте-Изола (коммуна)
Монте-Изола (итал. Monte Isola) — коммуна в Италии, в провинции Брешиа области Ломбардия.
Население составляет 1768 человек, плотность населения составляет 138,13 чел./км². Занимает площадь 12,8 км². Почтовый индекс — 25050. Телефонный код — 030.
Покровителями коммуны почитаются святые мученики Фаустин и Иовита, празднование 15 февраля.